# Trains régionaux de Lahti–Kouvola–Kotka
Les trains régionaux de Lahti–Kouvola–Kotka (finnois : Lahti–Kouvola–Kotka-lähijunaliikenne) est un service régional de trains exploité par VR-Yhtymä Oy en Finlande.

## Présentation
Les trains régionaux de Lahti–Kouvola–Kotka sont un service ferroviaire opérant sur la ligne de Lahti à Kouvola et la ligne de Kouvola à Port de Kotka dans la sous-région de Lahti, la sous-région de Kouvola et la sous-région de Kotka–Hamina.
Les trains de banlieue s'arrêtent dans les gares des municipalités de Lahti, Kouvola et Kotka et d'Iitti.
Les trains circulent tous les jours de la semaine avec le code O et les trains se terminant ou partant d'Helsinki avec le code Z.
Le code O de train régional O a été introduit le 5 janvier 2022,
.
Les trains urbains qui circulaient entre Lahti, Kouvola et Kotka ont été remplacés par les trains O. 
Les O s'arrêtent aux gares suivantes : Lahti, Villähde, Nastola, Uusikylä, Kausala, Koria, Kouvola, Myllykoski, Inkeroinen, Tavastila, Kymi, Kyminlinna, Paimenportti, Kotka et le port de Kotka. 
La ligne est reliée aux trains de banlieue de la région d'Helsinki (train Z) et du train de banlieue Riihimäki-Lahti (train G) ainsi qu'aux trains longue distance de Lahti qui traversent Lahti jusqu'à Helsinki.

## Horaires de circulation
Les trains O n'ont pas un frequence stable, ce qui diffère des autres services de banlieue VR.
Certains des trains Z circulent entre Kouvola et Helsinki, ils font donc partie du trafic local entre Lahti et le port de Kotka.
En fin de semaine, il y a nettement moins de trains O et Z entre Lahti et Kouvola par rapport aux jours de semaine. 
L'horaire de fonctionnement irrégulier est hérité des trains Lahti-Kouvola-Kotka qui ont précédé les trains O.
|   | Helsinki | — | Lahti | — | Kouvola | — | Port de Kotka | jour  |
| - | -------- | - | ----- | - | ------- | - | ------------- | ----- |
| Z | 0:10     | — | 1:21  | — | 2:02    |   |               | lu-di |
| O |          |   |       |   | 5:58    | — | 6:52          | lu-sa |
| O |          |   |       |   | 6:55    | — | 7:49          | lu-di |
| O |          |   | 7:11  | — | 8:00    | — | 8:54          | lu-ve |
| O |          |   |       |   | 7:54    | — | 8:48          | lu-di |
| O |          |   |       |   | 9:00    | — | 9:54          | lu-di |
| O |          |   | 9:46  | — | 10:29   |   |               | lu-sa |
| O |          |   |       |   | 12:00   | — | 12:54         | lu-di |
| O |          |   | 12:46 | — | 13:29   |   |               | lu-di |
| O |          |   |       |   | 15:17   | — | 16:11         | lu-di |
| O |          |   | 15:00 | — | 16:14   | — | 17:08         | lu-ve |
| O |          |   |       |   | 16:14   | — | 17:08         | lu-di |
| O |          |   |       |   | 17:18   | — | 18:12         | lu-di |
| Z | 15:30    | — | 16:45 | — | 17:28   |   |               | lu-ve |
| Z | 16:35    | — | 17:50 | — | 18:33   |   |               | lu-ve |
| O |          |   | 19:30 | — | 20:37   | — | 21:31         | lu-di |

|   | Port de Kotka | — | Kouvola | — | Lahti | — | Helsinki | jour  |
| - | ------------- | - | ------- | - | ----- | - | -------- | ----- |
| Z |               |   | 4:50    | — | 5:20  | — | 6:34     | lu-ve |
| Z |               |   | 5:27    | — | 6:13  | — | 7:25     | lu-ve |
| Z |               |   | 6:27    | — | 7:13  | — | 8:25     | lu-ve |
| O | 6:59          | — | 7:49    | — | 8:34  |   |          | lu-sa |
| O | 7:56          | — | 8:44    |   |       |   |          | lu-di |
| O | 8:55          | — | 9:43    |   |       |   |          | lu-di |
| O |               |   | 10:30   | — | 11:13 |   |          | lu-di |
| O | 12:00         | — | 12:48   |   |       |   |          | lu-di |
| O |               |   | 13:17   | — | 14:00 |   |          | lu-ve |
| Z |               |   | 13:33   | — | 14:19 | — | 15:24    | lu-di |
| O | 15:13         | — | 16:09   | — | 16:52 |   |          | lu-di |
| O | 16:18         | — | 17:06   |   |       |   |          | lu-di |
| O | 17:16         | — | 18:06   | — | 18:49 |   |          | lu-ve |
| O | 17:15         | — | 18:03   |   |       |   |          | lu-di |
| O | 20:33         | — | 21:21   |   |       |   |          | lu-di |
| O | 22:15         | — | 23:03   |   |       |   |          | lu-di |